# Desa Kabelawuntu
Desa Kabelawuntu är en administrativ by i Indonesien.   Den ligger i provinsen Nusa Tenggara Timur, i den södra delen av landet, 1 400 km öster om huvudstaden Jakarta. Desa Kabelawuntu ligger på ön Pulau Sumba.